# Abraxas symmetrica
Abraxas symmetrica là một loài bướm đêm thuộc họ Geometridae. Nó được Warren miêu tả năm 1894. Nó được tìm thấy ở đồi Khasia, Ấn Độ.